# Bodemvocht

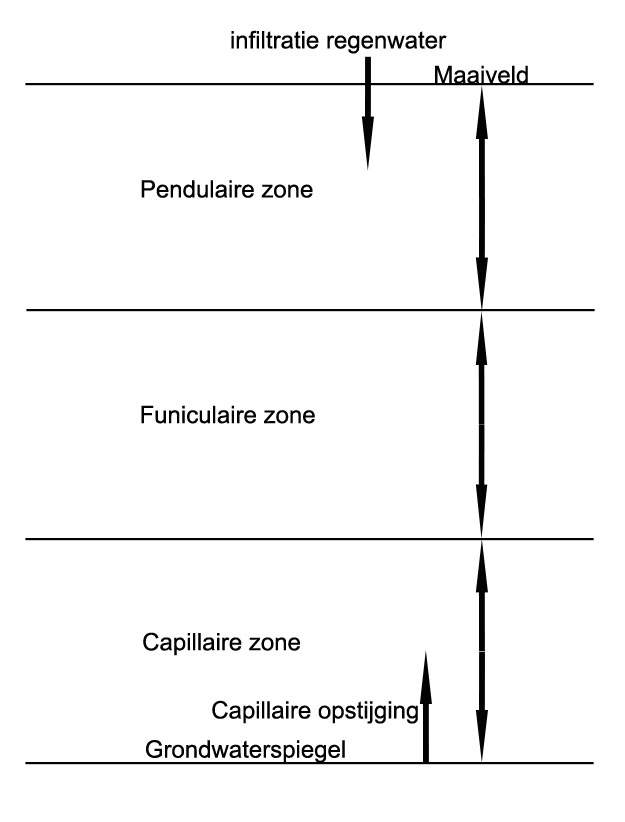
Beweging van bodemvocht in het gebied tussen maaiveld en grondwaterspiegel

Bodemvocht is het water dat zich in de poriën tussen bodemdeeltjes bevindt, boven het grondwaterniveau (freatisch vlak). Onder deze 'grondwaterspiegel' is de grond volledig verzadigd met water; boven het grondwaterniveau bevindt zich zowel lucht als water in de poriën. In de bodem boven het grondwaterniveau worden, van onder naar boven, drie zones met bodemvocht onderscheiden:
1. Capillaire zone
2. Funiculaire zone
3. Pendulaire zone of hangwaterzone

Als gevolg van transpiratie (het waterverbruik door vegetatie) in het groei-seizoen en een daardoor fluctuerende grondwaterspiegel, varieert het bodemvochtgehalte gedurende het jaar, en verschuiven drie bovengenoemde zones. De mate waarin het bodemvochtgehalte varieert is daarbij sterk afhankelijk van de bodemtextuur: hoe kleiner de gronddeeltjes, hoe minder de fluctuatie van de grondwaterspiegel het bodemvochtgehalte beïnvloedt; klei heeft dus een constanter vochtgehalte dan zand. Als gevolg van het waterverbruik zal het vochtgehalte van de bodem weliswaar tijdelijk afnemen maar, dankzij capillaire werking in de bodemporiën, zal het tekort aan bodemvocht van onder naar boven weer worden aangevuld.
Planten kunnen, naar Ger Londo, ingedeeld worden op grond van hun afhankelijkheid van de grondwaterspiegel. Londo onderscheidt achtereenvolgens: hydrofyten (waterplanten), freatofyten (aan bereikbaar grondwater gebonden planten) en afreatofyten (niet aan grondwater gebonden planten).